# Sulfogwajakol
Sulfogwajakol (łac. sulfogaiacolum) – organiczny związek chemiczny z grupy kwasów sulfonowych, sulfonowa pochodna gwajakolu. 

## Otrzymywanie
Można go otrzymać przez sulfonowania gwajakolu za pomocą stężonego kwasu siarkowego lub tritlenku siarki w nitrometanie. Sulfonowanie zachodzi w pozycjach para zarówno względem grupy hydroksylowej (−OH), jak i metoksylowej (−OCH
3), z przewagą izomeru pożądanego. Otrzymaną mieszaninę izomerów przeprowadza się w sole potasowe i rozdziela za pomocą krystalizacji frakcyjnej.

## Zastosowanie
Stosowany jako lek wykrztuśny oraz w słabym stopniu odkażający, wskazany do stosowania w stanach zapalnych górnych dróg oddechowych. Po podaniu doustnym drażni błonę śluzową żołądka, co pobudza gruczoły oskrzelowe do zwiększenia wydzielania śluzu; ponadto dostaje się bezpośrednio do oskrzeli i także pobudza je do wydzielania śluzu.

### Działania niepożądane
Efekty niepożądane występują bardzo rzadko. Możliwe objawy to nudności, wymioty i biegunka.

### Preparaty
Preparaty dostępne w Polsce:
- Preparaty proste: Apitussic i Sirupus Kalii guajacolosulfonici – syrop
- Preparaty złożone: 
  - Thiocodin (sulfogwajakol + kodeina) – syrop, tabletki
  - Apipulmol (sól potasowa sulfogwajakolu + chlorek amonu) – syrop
  - Herbapect (sulfogwajakol + ekstrakt z ziela tymianku + nalewka z korzenia pierwiosnka) – syrop
  - Pastylki wykrztuśne (sulfogwajakol i wyciąg z korzenia lukrecji) – pastylki